# Nowa Sarzyna (stacja kolejowa)
Nowa Sarzyna – stacja kolejowa w Nowej Sarzynie, w województwie podkarpackim, w Polsce.

## Ruch pasażerski
| Rok  | Wymiana pasażerska na dobę |
| ---- | -------------------------- |
| 2017 | 50-99                      |
| 2022 | 100-149                    |